# 170P/Christensen
170P/Christensen, komet Jupiterove obitelji. 